# Gorgasos
Gorgasos (in greco antico: Γόργασος?) (fl. V secolo a.C.) è stato uno scultore e pittore greco antico (e coroplasta).

## Biografia
Secondo una notizia di Plinio il Vecchio, Gorgasos decorò in pittura e in terracotta, assieme al collega Damofilo, il Tempio di Cerere fondato da Spurio Cassio nel 493 a.C. vicino al Circo Massimo, contribuendo ad importare nella Roma antica la pittura greca.
Plinio è, peraltro, l'unica fonte a parlarci di lui e del suo collega come pittori e plasticatori di quest'unica opera, di cui non ci resta nulla.